# Phyllanthus anthopotamicus
Phyllanthus anthopotamicus är en emblikaväxtart som beskrevs av Hand.-mazz.. Phyllanthus anthopotamicus ingår i släktet Phyllanthus och familjen emblikaväxter. Inga underarter finns listade i Catalogue of Life.